# Hasenbrucellose
Die Hasenbrucellose ist eine Deckseuche von Feldhasen, die vom Bakterium Brucella suis aus der Gattung Brucella verursacht wird, das vor allem als Erreger der Schweinebrucellose bekannt ist. Hasen sind als Nebenwirt auch empfänglich für Brucella abortus, die klinische Symptomatik ist aber unauffällig. Wahrscheinlich handelt es sich bei der so genannten „Hasensyphilis“ ebenfalls um die Hasenbrucellose.

## Epidemiologie
Das ausschließlich in Europa vorkommende Biovar 2 hat als Hauptwirt neben dem Hausschwein und dem Wildschwein auch den Feldhasen, der eine bedeutende Naturherdinfektionsquelle für Schweinebestände darstellt.

## Klinik
Die chronische Verlaufsform herrscht beim Feldhasen vor: vergrößerte, nekrotisch veränderte und abszedierende Hoden bei den Rammlern, knotig durchsetzte und stark vergrößerte Milz, Knotenbildung in Unterhaut und Muskulatur.

## Tierseuchenbekämpfung
Die Brucellose ist eine anzeigepflichtige Tierseuche und eine sehr gefährliche Zoonose. Die Durchführung serologischer Untersuchungen ist im EU-Recht geregelt.